# World Cup Start List
Die World Cup Start List (abgekürzt WCSL, deutsch auch Weltcup-Startliste) ist eine Liste zur Bestimmung von Startlisten im alpinen Skisport für den Weltcup, die Weltmeisterschaften und die Olympischen Winterspiele. Nach ihrem Ranking werden die qualifizierten Rennfahrer in Startgruppen eingeteilt, um dort eine Startnummer zu bekommen. Dabei werden die Teilnehmer einer Gruppe entweder unter sich ausgelost bzw. sie dürfen eine gewisse Nummer im möglichen Bereich wählen, oder sie werden exakt nach ihrer Platzierung im WCSL-Ranking bzw. dem FIS-Punkte-Ranking gesetzt.

## Formel

### Definition
Die Liste wird mithilfe der folgenden Formel definiert.
- Basis = Anzahl an letztjährig gesammelten Weltcup-Punkten des vergangenen Jahres inklusive den mitgezählten Punkten der Top 15 eines Großereignisses (Alpine Ski-WM oder Olympia) nach dem gewöhnlichen Punktesystem.
- X = Basis, multipliziert mit der Anzahl an bereits gefahrenen Rennen dieses Jahres, dividiert durch die Anzahl an vorgesehenen Rennen selbiger Disziplin dieses Jahres.
- Y = Anzahl an diesjährig gesammelten Weltcup-Punkten (ebenfalls eventuell inkl. Top 15 eines Großereignisses).[1]

Formel der WCSL: WCSL = Basis – X + Y
Beispiel:
- Basis: Die Person hat letzte Saison im Slalom-Weltcup 300 Punkte gesammelt und sie wurde Weltmeisterin (100 Punkte), beides zusammen ergibt ein Total von 400 Punkten. Basis ist also 400.
- X: Dieses Jahr wurden 4 von 9 Weltcuprennen gefahren, dazu kamen noch die Olympischen Spielen. Macht also 5 von 10 Rennen in dieser Saison. X ist somit 400 * (5 / 10), was 200 ergibt.
- Y: Die Person sammelte diese Saison 90 Weltcup-Punkte und wurde 3. an den Olympischen Spielen (60 Punkte), beides zusammen ergibt ein Total von 150 Punkten. Y ist somit 150.

WCSL-Punkte im Slalom hat die Person 350, nach der Formel Basis - X + Y (hier 400 - 200 + 150) was 350 ergibt.

### Praxisbeispiel
Camille Rast hat per 14. Januar 2025 nach dem Slalom in Flachau 537 WCSL-Punkte im Slalom und steht in dieser Liste auf Platz 2 hinter Mikaela Shiffrin mit 577 und vor Lena Dürr mit 492. Die 537 Punkte sind hergeleitet aus:
- Basis: 290, sie hat 290 Punkte im letztjährigen Slalom-Weltcup gesammelt. Es gab letztes Jahr keine WM oder Olympische Spiele, somit werden keine Punkte davon dazu addiert.
- X: 158, 158 ist hergeleitet aus Basis * (Anzahl Rennen / Total Rennen), also 290 * (6 / 11); 6, da der Flachau-Slalom der 6. Slalom der Saison ist. 11, da total 10 Weltcup-Slaloms und 1 WM-Slalom geplant sind.
- Y: 405, 405 Weltcuppunkte in allen bisherigen Slaloms, die WM 2025 steht noch an.

Basis - X + Y, hier 290 - 158 + 405, ergeben 537.

## Verwendung
Die WCSL wird als Basis für die Startnummernauslosungen verwendet. Dies unterscheidet sich in der Disziplin (Stand 2021):

### Slalom und Riesenslalom
Bei der Riesentorlauf- und Slalomauslosung werden jeweils die ersten sieben Teilnehmer der WCSL unter sich ausgelost. Darauf folgen die Nummern acht bis 15 der WCSL, die ebenfalls unter sich ausgelost werden, ehe die Nummern 16 bis 30 exakt nach der WCSL-Reihenfolge gesetzt werden.
Die Auslosung der Startnummern eines ersten Durchgangs im Slalom läuft folgendermaßen ab:
- 1. Startgruppe: Die Plätze 1 bis 7 aus der derzeit aktuellen WCSL werden zufällig unter sich ausgelost.
- 2. Startgruppe: Die Plätze 8 bis 15 aus der derzeit aktuellen WCSL werden zufällig unter sich ausgelost.
- 3. Startgruppe: Die Plätze 16 bis 30 werden exakt nach der WCSL-Liste ohne zu losen gesetzt.
- 4. Startgruppe: Alle nominierten Läufer ab der Startnummer 31 nach der WCSL bekommen ihren Startplatz nach der Liste der sogenannten FIS-Punkte, welche unten in diesem Artikel noch erwähnt werden, in exakter Reihenfolge.

Fällt ein Läufer aus, dann rücken die anderen nach, so kann z. B. ein 8.-Platzierter (2. Startgruppe) der WCSL in die erste Startgruppe rutschen, falls dort jemand nicht teilnimmt.

### Super-G und Abfahrt
Zwischen 2008/09 und 2015/16 galt folgendes: Die Top 7 der WCSL bekommen die Nummern 16 bis 22, die nächstbesten sieben 9 bis 15; der Rest verteilt sich von 1 bis 8 und 23 bis 30 (wobei eine Auslosung die jeweilige Reihenfolge in diesen Gruppen festlegt).
Auf die Saison 2016/17 galt folgendes: Die ersten 10 der WCSL durften ihre Nummer selber wählen; sie muss eine ungerade zwischen 1 und 19 sein. Die auf den Positionen 11 bis 20 wurden den geraden Startnummern zwischen 2 und 20 zugelost. Die auf den Positionen 21 bis 30 erhielten auch eine Startnummer zwischen 21 und 30.
2021 galt: Bei der Super G- und Abfahrtsauslosung ziehen die besten zehn Teilnehmer der World Cup Start List eine Startnummer zwischen 6 und 15 wählen. Den Plätzen elf bis 20 wird eine Nummer zwischen 1 und 5 oder 16-20 zugelost. Die WCSL-Plätze 21 bis 30 werden ebenfalls unter sich ausgelost.

### Allgemein
Für alle Disziplinen gilt: Alle Teilnehmer, welche nicht in folgende Nummern reinfallen bekommen ihre Startnummer nach den Ranking der FIS-Punkte, die nach einem komplizierten Schlüssel berechnet werden.
Wenn ein Teilnehmer, der für ein Rennen qualifiziert wäre, ausfällt, oder – aus welchem Grund auch immer – nicht teilnimmt, so rücken all jene, die mitfahren um jeweils eine Nummer nach. So kann es sein, dass Rennfahrer, die eigentlich für die zweite Startgruppe (GS/SL: WCSL 8–15; DH/SG: WCSL 1-5 und 16–20) vorgesehen wären, in die erste Startgruppe (GS/SL: WCSL 1–7; DH/SG: WCSL 6-15) aufrücken.